# سن-مارسل-دو-ریشولیو، کبک
سن-مارسل-دو-ریشولیو (به فرانسوی: Saint-Marcel-de-Richelieu) شهری در منطقه شهری له ماسکوتن ناحیه مونترژی در استان کبک کانادا است. در سرشماری سال ۲۰۱۱ این شهر ۶۱۳ نفر جمعیت داشته‌است و مساحت آن ۵۰٫۲۱ کیلومتر مربع است.